# Jonas Gren (författare)

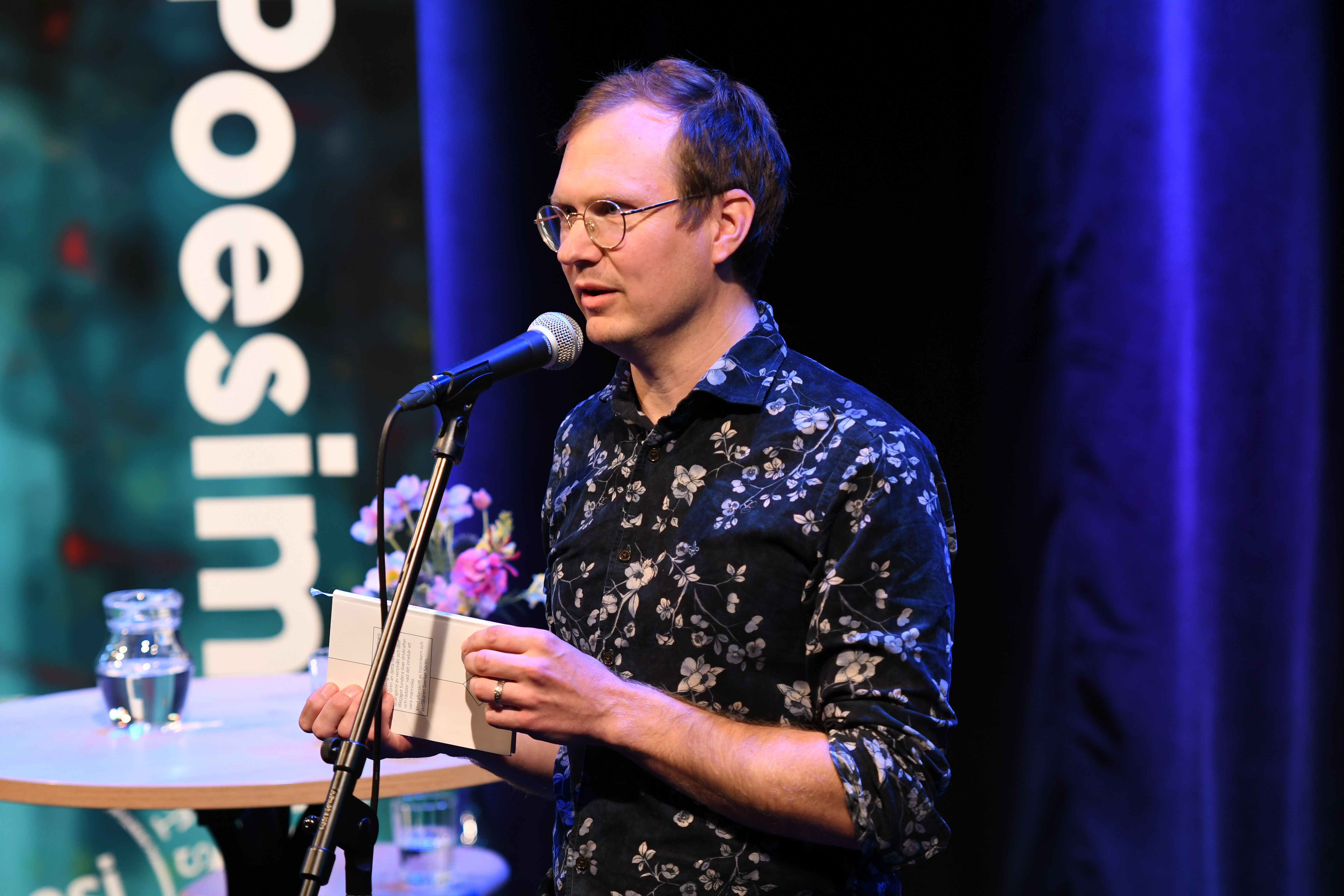
Jonas Gren läser ur sonettkransen Tävlingsdräkten på poesimässan i Stockholm 2021.

Jonas Gren, född 1981, är en svensk författare, skribent och debattör bosatt i Uppsala. Han debuterade på 10TAL Bok med diktsamlingen Lantmäteriet 2014. Sen har han skrivit diktsamlingarna Antropocen (10TAL Bok, 2018), Dälden, där de blommar (10TAL Bok, 2018), Överallt ska jag vara i centrum (Non förlag, 2019) och Tävlingsdräkten (Vendels förlag, 2021). Hans första roman Kromosomparken publicerades 2022 av Weyler förlag. Han skriver också om klimatfrågor för Dagens Nyheter.